# Акд
‘Акд (араб. عقد‎ —  договор‎), другие названия иджаб, кабуль, кубуль, сига, в исламском праве — договор, соглашение. Если стороны договора дееспособны, предмет соглашения ясен, обязательства оговорены, то в этом случае договор считается действительным.

## Определение
В исламском праве нормы ‘акда восходят к доисламским и римско-византийским правопредставлениям. В Коране ‘акдом называется договор, скреплённый клятвой. В фикхе акд — это дву или многостороннее соглашение о взаимных обязательствах, при котором предметом договора могут быть только реально существующие вещи и отношения, на которые распространяются права сторон договора. Несмотря на то, что в исламе не было выработано единой теории договорных отношений, большинство правоведов из них объединяет ‘акд в четыре большие группы:
1. договор о власти, опеке, защите и т. п.
2. договор о полной передаче права на владение чем-либо путём продажи, наследования, дарения и т. п.
3. договор о временной передаче права на что-либо путём аренды, поручения, представительства (валия), хранения (аманат), залога и т. п.
4. договор о сотрудничестве, деловом товариществе, деловом поручении и т. п.[1]

Право на ‘акд признаётся за любым дееспособным человеком независимо от его религиозной принадлежности и положения в обществе. Однако некоторые правоведы считают, что в тех случаях, когда необходимы взаимные клятвенные гарантии, ‘акд между мусульманами и иноверцами невозможен. Другие правоведы же считают это допустимым при условии проведения особой процедуры. Право на ‘акд за несовершеннолетними и душевнобольными признаётся в ограниченных пределах. При заключении ‘акда все стороны должны быть полностью осведомлены о его условиях, а также о гарантиях на случай нарушения этих условий. Процедура оформления ‘акд зависит от обычаев (адат) того места, где проводится эта процедура, и от конкретных обстоятельств. В том случае, если какое-либо лицо действует так, как будто договор уже заключён, а возражений на это нет, ‘акд может быть заключён задним числом. По мнению некоторых правоведов, одностороннее обязательство (например пожертвование, надзор и др.) рассматривается как договор с Богом, а по мнению других — как договор со всей общиной. Во втором случае представителем другой стороны может выступать кади или любой свидетель (шахид).
Если предмет договора важен или необычен, то в этом случае при заключении договора необходимо присутствие третьего лица. Если один из партнёров ненадёжен (фасик), то и в этом случае присутствие третьего лица является обязательным. Если все необходимые условия соблюдены, то договор считается действительным. В случае нарушения какого-либо условия ‘акд считается недействительным (фасид), но может стать действительным после устранения нарушений. Если же какого-то из условий вообще не было, то ‘акд признаётся недействительным полностью (батиль). Если стороны сами не могут прийти к соглашению о возмещении ущерба, то любая из сторон может обратиться в шариатский суд. В случае злостного нарушения условий договора виновные обязаны возместить убытки.